# Alex Jensen
Alex Jensen, né le 16 mai 1976, à Pocatello, dans l'Idaho, est un joueur et entraîneur américain de basket-ball. Il évolue durant sa carrière au poste d'ailier fort.

## Biographie
Jensen quitte ses fonctions d'entraîneur adjoint au Jazz de l'Utah à la fin de la saison 2022-2023. Il rejoint les Mavericks de Dallas.
Jensen quitte les Mavericks à l'été 2025 et rejoint les Utes de l'Utah comme entraîneur.

## Palmarès
- Meilleur entraîneur de la NBA Development League 2013